# Поштулка, Ян
Ян По́штулка (серб. Jan Poštulka; род. 9 марта 1949, Уничов) — чешский футбольный тренер.

## Карьера игрока
Выступал на позиции вратаря. Начал свою карьеру в городе Уничов. После прохождения военной службы попал в пражскую «Спарту», за которую выступал в течение долгих лет. Позднее выступал за братиславский «Интер» и «Богемианс». Завершил свою карьеру в 1983 году. В том сезоне его клуб «Богемианс» стал чемпионом страны. Однако в том первенстве Поштулка не поучаствовал в победе команды, не проведя на поле ни одной минуты.

## Карьера тренера
В течение нескольких лет Поштулка работал тренером вратарей в «Богемиансе». После этого он некоторое время работал в штабе клуба «Градец-Кралове». С 1991 по 1993 год чех самостоятельно работал в Коста-Рике. Там он два года весьма успешно трудился с «Алахуэленсе». В 1992 году Поштулка привел его к титулу чемпиона страны.
Вернувшись в Чехи специалист недолго возглавлял «Кладно». С 1996 по 1998 годы ассистировал Йозефу Хованец в «Спарте», после чего он вновь уехал в Центральную Америку. Там Поштулка был главным тренером в гватемальском «Мунисипале».
С 2000 по 2006 год тренер входил в тренерские штабы чешских клубов «Теплице» и «Ческе-Будеёвице». Некоторое время он возглавлял молодежную команду «Ческе-Будеёвице».
Последним самостоятельным местом работы чеха стал армянский «Бананц». Вместе с ним Поштулка в 2007 году завоевал кубок станы, однако был уволен после 17 тура первенства Армении. После своей поездки в Армению, он являлся ассистентом главного тренера в «Богемиансе», однако вскоре Поштулка завершил свою тренерскую карьеру.

## Достижения

### Как футболиста
- Обладатель Кубка Чехословакии: 1976

### Как тренера
- Чемпион Коста-Рики: 1991/92
- Обладатель Кубка Гватемалы: 1999
- Обладатель Кубка Армении: 2007

## Семейное положение
Ян Поштулка женат. Имеет двух сыновей, один из которых, Томаш (род. 1974), известен своими выступлениями за пражскую «Спарту».